# Dicranomyia (Dicranomyia) sponsa
Dicranomyia (Dicranomyia) sponsa is een tweevleugelige uit de familie steltmuggen (Limoniidae). De soort komt voor in het Australaziatisch gebied.